# インカバト
インカバト （学名：Columbina tristigmata）は、ハト目ハト科に分類される鳥類。